# Tiglinalkohol
Tiglinalkohol ist eine chemische Verbindung aus der Gruppe der Alkenole, genauer der Methylbutenole. Sie ist das (E)-Isomer von 2-Methylbut-2-en-1-ol. Das Z-Isomer wird als Angelicaalkohol bezeichnet. Es findet sich in Römischer Kamille.